# Xylia hoffmannii
Xylia hoffmannii är en ärtväxtart som först beskrevs av Wilhelm Vatke, och fick sitt nu gällande namn av Emmanuel Drake del Castillo. Xylia hoffmannii ingår i släktet Xylia och familjen ärtväxter. Inga underarter finns listade i Catalogue of Life.